# Winter Weezerland
Winter Weezerland è un EP live del gruppo alternative rock statunitense Weezer, pubblicato nel dicembre del 2005, successivamente all'uscita di Make Believe, solamente per gli utenti registrati su iTunes.
Il disco contiene solo due tracce musicali registrate nel 2000, aventi come tema il Natale, in origine pubblicate in un CD di canzoni natalizie inviato agli iscritti al fan club del gruppo.

## Tracce
1. The Christmas Song – 3:11
2. Christmas Celebration – 2:24